# Kolková známka

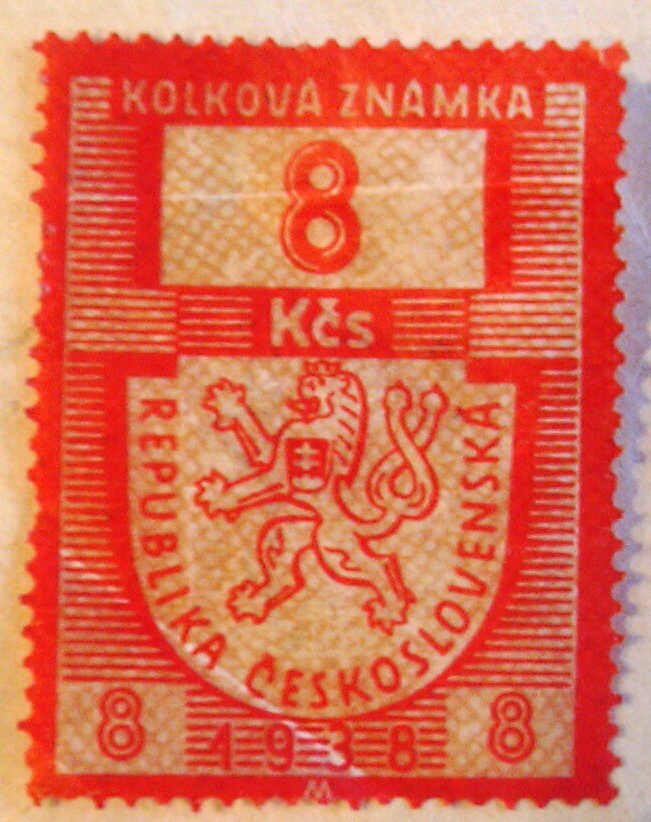
Kolková známka z roku 1938

Kolková známka neboli kolek je cenina, která osvědčuje zaplacení správního nebo soudního poplatku, případně daně, stanoví-li tak výslovně zvláštní předpis. Používají se podobně jako poštovní známky, tj. napřed je uživatel zakoupí v pokladně nebo prodejně, poté známku či více známek do požadované hodnoty nalepí na příslušnou listinu tak, aby se vzájemně nepřekrývaly, a správce poplatku vždy opatří kolkovou známku otiskem úředního razítka neodstranitelnou razítkovací barvou, a to tak, aby část otisku byla na obou dílech kolkové známky a část na listině, na které je kolková známka nalepena.

## Historie
Tradice používání kolků na území dnešní České republiky sahá do druhé poloviny 17. století. Zavedena byla patentem císaře Leopolda I. z července roku 1686, který nařizoval povinné kolkování všech právních a obchodních listin v Čechách, na Moravě a ve Slezsku pomocí otisků kovových razidel. K významné změně došlo v roce 1854, kdy bylo na základě nařízení rakouského ministerstva financí č. 70 ze dne 28. března téhož roku zavedeno kolkování prostřednictvím papírových nalepovacích známek. Nová právní úprava stanovila účinnost tohoto způsobu od 1. listopadu 1854 a definovala jej jako nový prostředek výběru kolkovného.
Důvody zavedení kolků byly bezpečnostní, praktické a protikorupční, kolky omezily počet pracovišť a úředníků, kteří přicházeli do kontaktů s peněžní hotovostí.
Za problémy spojené s užíváním kolků české ministerstvo považovalo například případy, kdy někteří prodejci prodávali kolky dráž, než je jejich nominální hodnota, nebo že někteří podvodníci se pokoušeli vracet k odkupu nebo znovu použít kolky, které vykazovaly známky použití.
V Rakousku byly v roce 2002 zrušeny. Před rokem 2024 kolkové známky zrušily například Belgie, Finsko, Švédsko, Francie, Malta, Německo, Nizozemsko, Polsko, Portugalsko, Rakousko (2002), Slovensko (2015), Slovinsko, Rumunsko. Kolkové známky nikdy nepoužívalo například Dánsko, Estonsko, Irsko, Lotyšsko, Španělsko.
V České republice byly oficiálně zrušeny k 1. lednu 2024, v rámci přechodného ustanovení zákona je však bylo možné používat až do konce roku 2024. Jejich zrušení bylo součástí konsolidačního balíčku, tiskové oddělení ministerstva financí v souvislosti s tím uvedlo, že v období 2014–2021 činily kumulované náklady v souvislosti s kolky téměř půl miliardy Kč. Zrušení bylo zdůvodněno také tím, že v souvislosti s nárůstem elektronických a bezhotovostních plateb se potřeba kolků snížila. Nepoužité kolkové známky bylo možné odprodat na vybraných pobočkách České pošty s tím, že žadatel musí o odkup písemně požádat a v žádosti uvést své osobní údaje včetně adresy a rozpis kolkových zámek podle jejich hodnot a vlastnoruční podpis. Pět procent nominální hodnoty známek přitom je odečítáno jako poplatek za odkup.

## Typy kolků
Běžný typ kolků používala veřejnost k hrazení správních a soudních poplatků.
Speciální typy kolků se používají
- na bankovkách (například po zániku Československa sloužily okolkované československé bankovky dočasně jako samostatná česká a slovenská měna)
- k zaplacení spotřební daně výrobcem, například na tabákových výrobcích a lihovinách

## České kolkové známky

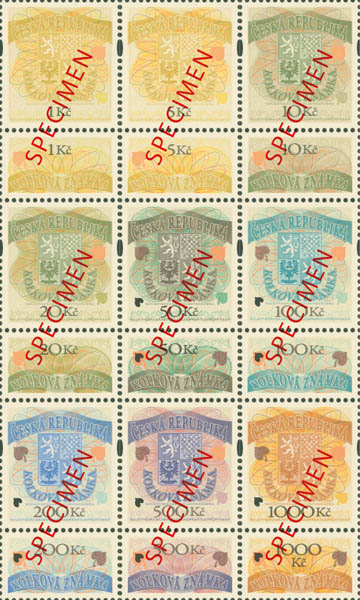
Vzory kolkových známek používaných v ČR v letech 2011 až 2024; v nominálních hodnotách 1, 5, 10, 20, 50, 100, 200, 500 a 1 000 Kč

V České republice byly před rokem 2024 kolkové známky vydávány ministerstvem financí ČR v hodnotách 1, 5, 10, 20, 50, 100, 200, 500 a 1 000 Kč. Kolkové známky jsou po celé ploše opatřeny hlubotiskem ornamentální linie se stylizovanými lipovými listy. Kolkové známky jsou dvoudílné; oba díly dělí perforace. Na horním dílu kolkové známky je vyobrazený velký státní znak České republiky, číslo označující hodnotu kolkové známky, označení peněžní jednotky „Kč“, nápis „Česká republika“ a nápis „Kolková známka“. Na dolním dílu kolkové známky je pak číslo označující hodnotu kolkové známky, označení peněžní jednotky „Kč“ a nápis „Kolková známka“. Kolkové známky všech hodnot jsou zabezpečeny proti padělání několika ochrannými prvky.
Správní a soudní poplatky bylo možné platit kolkovými známkami, jestliže poplatek nepřevyšoval 5 000 Kč. Kolkovými známkami nebylo možné platit poplatky, které plynou do rozpočtu obcí. Blíže použití kolkových známek specifikovala vyhláška ministerstva financí.